# 东华街道 (龙游县)
东华街道，是中华人民共和国浙江省衢州市龙游县下辖的一个乡镇级行政单位。

## 行政区划
东华街道下辖以下地区：
东华社区、灵江社区、桥下村、鸡鸣村、小高山村、湖底叶村、唐尧村、新建村、高仙塘村、官村、上杨村、下杨村、横路祝村、街路村、瑶山村、桥蔬村、张王村、槐王村、项家村、童家村、十里铺村、方坦村、岩头村和上圩头村。